# Водяная ночница
Водяная ночница, или ночница Добантона (лат. Myotis daubentonii) — вид евразийских летучих мышей рода ночницы (Myotis) семейства гладконосые летучие мыши (Vespertilionidae). Видовое название дано в честь французского натуралиста Луи Жан-Мари Добантона (1716—1800).

## Ареал и среда обитания
Данный вид встречается от Великобритании до Японии и считается, что во многих областях его численность увеличивается. Ночница водяная встречается в основном у леса, и всегда выбирает насесты, близкие к источникам воды, таким как реки и каналы.

## Описание
Ночница водяная имеет средний размер для малых видов. Пушистый мех летучей мыши коричневато-серого цвета на спине и серебристо-серого цвета на нижней стороне. Молодые особи более тёмного цвета, чем взрослые. Эти летучие мыши имеют красновато-розовые лица и носы, а область вокруг глаз голые. Когда летучая мышь волнуется, её довольно короткие уши поднимаются под прямым углом. Крылья и хвостовые перепонки тёмно-коричневые.
Ночница водяная обычно от 45 до 55 мм длиной, с размахом крыла в среднем от 240 до 275 мм. Вес колеблется от 7 до 15 граммов.
Продолжительность жизни может достигать 22 лет.

## Меры охраны
Водяная ночница занесена в Красную книгу города Москвы.